# Mandy Kunze
Mandy Kunze (* 15. März 1978 in Burgstädt) ist eine deutsche Malerin und eine Vertreterin der „Neuen Leipziger Schule“. 

Mandy Kunze in ihrem Atelier, Leipzig 2017, vor dem Gemälde Welle/Wave, 2017, Acryl, Pigmente, Leinwand, 345 × 465 cm

## Leben und Werk

### Ausbildung und Stipendien
Mandy Kunze studierte von 2005 bis 2009 in der Fachklasse für Malerei und Grafik bei Neo Rauch, an der Hochschule für Grafik und Buchkunst Leipzig, dort von 2012 bis 2014 Meisterschülerin. 2006 war sie mit einem Erasmus Stipendium Studentin des National College of Art and Design Dublin. 2008 war sie Leonardo-Stipendiatin in Paris. 2010 legte sie erfolgreich ihre Diplomprüfung im Fach Bildende Kunst: Malerei und Grafik unter Neo Rauch an der Hochschule für Grafik und Buchkunst Leipzig ab. Von 2010 bis 2011 war sie Gasthörerin der Meisterklasse für Malerei von Neo Rauch und von 2012 bis 2014 Meisterschülerin seiner Meisterklasse.
Kunze erhielt verschiedene Arbeitsstipendien, darunter Salem 2 Salem, New York (2013), 9. Steinwerk Lithographie, Symposium Leipzig und Art Port Tel Aviv (2015), Print 4, Museum für Druckkunst (2021 und VG Bild, Spinnerei Leipzig (2022)).

### Lehrtätigkeit
Kunze lehrte unter anderem an der Schmezalel-School in Tel-Aviv (2015), im Zeichenzirkel der Baumwollspinnerei Leipzig (2016). Von 2014 bis 2018 hatte sie einen Lehrauftrag an der Abendakademie der HGB Leipzig (Malerei Naturstudium) inne.

## Künstlerisches Werk
Kunze malt vorwiegend gegenständlich. Neben der Malerei sind Grafiktechniken wie die Lithographie, Holzschnitt und Radierung Eckpfeiler Schaffens. Zu den Hauptaspekten ihres Werks zählen die Atmosphäre der Leipziger Gründerzeit- und Industriearchitektur und Landschaften. Tiere und Tierdarstellungen spielen eine große Rolle in ihrem Leben und Werk. Neben exotischen Tieren steht der Leipziger Auwald mit seiner spezifischen Flora und Fauna im Zentrum ihrer Malerei.
Thematisch bewegen sich ihre Arbeiten im Spannungsfeld von Innen- und Außenraum. Kunze bezeichnet dies als regionale visuelle Recherche in Sachsen, die sie fortlaufend vertiefe und erweitere. Den künstlerischen Schwerpunkt stellen dabei Interieurs, die neu entstandenen Seenlandschaften sowie Parks in der Umgebung dar. Lange Zeit fokussierte Kunze sich dabei auf das Studium ihrer eigenen Arbeitsumgebung. In diesem Prozess entstand eine ganze Reihe von variantenreichen Atelierbildern. Kunzes Malerei tendiert zunehmend zur Abstraktion. Gegenständliches wird schwerer fassbar, die Bildthemen lösen sich förmlich auf. Seit 2017 konzentriert sie sich auf die Themen Meer, Wasser, Wellen und damit verbunden auf die Farben Blau und Türkis in nuancenreichen Schattierungen. Das aus mehreren Teilen zusammengesetzte Monumentalgemälde Welle/Wave von 2017 und mit dem Format von 345 × 465 cm bildet hierzu einen aktuellen Höhepunkt. Ihre Bilder entwickeln ein starkes visuelles Eigenleben und sprechen für sich. Darauf verweist unter anderem der Schriftsteller Clemens Meyer, wenn er über Mandy Kunzes Malerei notiert: 

„Vergrabt die Worte. Bilder!“

2014 und 2016 hatte Kunze zwei Ausstellungsbeteiligungen in Abu Dhabi, eine in New York und 2015 ein vierwöchiges Arbeitsstipendium in Tel Aviv. Die Ambivalenz von Ferne und Heimat ist ein zentrales Thema ihrer Arbeit, das sich mit den anderen an verschiedenen Stellen verbindet.
Als ein Symbol ihres Entwicklungsweges betrachtet sie das Bild Tao (2014), in dem fernöstliche und regionale Elemente aufeinander treffen. Abu Dhabi inspirierte sie dazu, sich der Wüste und der arabischen Tradition der Falkenjagd zu widmen. Die Idee der Jagd habe etwas Meditatives. Entscheidend hierbei sei der Prozess der Achtsamkeit. Ebenfalls auf das Thema Jagd bezog sich die Gruppenausstellung Formation 7 im Leipziger Museum der bildenden Künste im Jahr 2017. Charakteristisch für ihre Malerei ist die Verbindung zweier Kulturen und Landschaften, womit sie versuche, den Schleier der Gewohnheit zu heben.

## Rezeption
Neo Rauch schrieb 2010: „Mit großem Elan treibt Mandy Kunze über die Jahre hinweg ihr malerisches Programm voran. Dem Tafelbild als Offenbarungsort künstlerischer Fügungen begegnet sie von früh an mit dem angemessenen Respekt wie mit der Couragiertheit, die notwendig ist, um auf diesem Felde errungene Positionen auszubauen und schließlich zu überwingen.“ Besonders hebt er ihre „geradezu kämpferische Intensität“ hervor, „mit der sie die Farbmaterie in ihre Transformationen zwingt. Somit hält sie die evolutionäre Tiefenspannung im Werk aufrecht und lässt zugleich den Betrachter neugierig bleiben […].“
Die Kunsthistorikerin Sara Tröster Klemm beurteilt Kunzes Werke folgendermaßen:

„Mandy Kunze […] orientiert sich in ihren Bildthemen an großen Meistern der klassischen Moderne, Claude Monet, Vincent van Gogh, Pablo Picasso – das ist offensichtlich, wenn man sich ihre Interieurs und Landschaften anschaut. Mit ihrer betonten Zentralperspektive entwickeln ihre Bilder einen Sog, der den Betrachter unwillkürlich in das Bildgeschehen hineinzieht. Mandy Kunze hat dabei gleichzeitig eine ganz eigene Bildsprache entwickelt, die sich am meisten in ihrem charakteristischen Pinselduktus zeigt. Sie setzt einzelne Striche, einzelne Farben extrem kontrastierend nebeneinander. Die Pinselstriche stehen bei ihr ganz für sich selbst, einzeln, sie sind stark und selbstbewusst, geradezu unabhängig, als führten sie ein Eigenleben – und müssen doch im Bildganzen funktionieren. Dies führt zu einer intensiven Spannung in ihren Bildern, sie wirken einerseits rau, sperrig, perspektivisch sogstark und andererseits motivisch harmonisch. Mit ihrer „virtuosen Farbbeherrschung gelingt es Kunze, feinste Stimmungen zu modellieren. Sie zeigt uns tropisch heiße Nächte unter Palmen, arabische Landschaften und stille mitteleuropäische Abendszenen. Sie zeigt uns Heimat und Ferne zugleich.““

Kunze bevorzugt eine traditionelle Arbeitsweise vor Ort und ohne Foto-Vorlagen. In der Natur arbeitet sie teilweise mit dem Zeichenblock oder mit großen Leinwänden.
Auf Museum.de wird Kunze als eine „der aktuell interessantesten Vertreterinnen der Leipziger Malerschule“ bezeichnet.

## Auszeichnungen
- 2009: Wärme, 1. Preis des Wettbewerbes in der Technik der Lithographie, Verbundnetz Gas AG, Leipzig
- 2014: Förderpreis, Museum Goslar, Zonta St. Barbara Goslar[15]

## Ausstellungen (Auswahl)

### Einzelausstellungen
- 2010: Diplomausstellung „Weisses Feld“, Leipziger Baumwollspinnerei
- 2011: The Golden Journey to Samarkand, Brukenthal-Museum, Galeria de Arta Contemporana, Sibiu, Rumänien[16]
- 2011: Holz, Museum Schloß Rochsburg
- 2014: Nil Regie, Boxhalle Düsseldorf
- 2015: Zum Raum wird hier die Zeit, Robert-Koepke-Haus Schwalenberg[17]

- 2017: Out of the Blue, Detmolder Sommertheater
- 2018: Resonanz & Resilienz, MDR Intendanz Leipzig
- 2019: Open Studio Frühjahrs- und Herbstrundgang, Baumwollspinnerei, Leipzig
- 2019: Die Unfassbarkeit der Dinge, Städtische Galerie Villingen-Schwenningen[18]
- 2020: Aqua Magica, Bernsteinzimmer Nürnberg
- 2020: Malerei und Grafik, Kunstverein Wernigerode
- 2020: About, Archiv Massiv, Baumwollspinnerei, Leipzig
- 2020: Die Heiligkeit der Handlung, A&O Kunsthalle Leipzig[19]
- 2025: Der sichtbare Prozess, Stadtgalerie Frankenberg/Sa.[20]

### Ausstellungsbeteiligungen
- 2011: 8. Berliner Kunstsalon, internationale Kunstmesse, Berlin
- 2012: Tacheles Kunstfestival, Malerei und Grafik im ehemaligen Theatersaal, Berlin
- 2013: Salem2Salem, Artist Residency and exhibition, New York
- 2013: Die andere Seite, Kulturfestival Magdeburg
- 2014: Salem2Salem, Artist Residency und Ausstellung, Schloss Salem, Bodenseekreis
- 2014: New Barbizon – Portraits and Landscapes, C1 Project Space Berlin
- 2014: Central Bus station, exhibition with New Barbizon, Tel Aviv
- 2014: Abu Dhabi Art Fair, Salwa Zeidan Gallery, Abu Dhabi
- 2015: Blind Date, Alabama, Sir, Leipzig
- 2015: Sittenbild, Raum Viereinhalb, St. Gallen
- 2015: Rotliegend, Mandy Kunze und Kerstin Pfefferkorn, Landtag Dresden[21]
- 2015: Transurbane Kunstgeschichten, Leipzig is calling, Xpon Hamburg
- 2016: Dokodemodoor, Werkschauhalle, Baumwollspinnerei Leipzig
- 2016: 34. Grafikbörse, Museum für Druckkunst Leipzig
- 2016: 100 Sächsische Grafiken, Neue Sächsische Galerie Chemnitz
- 2016: Global home – yes Paradise no, Abu Dhabi
- 2017: Auftakt, Formation 7, Spinnerei Leipzig
- 2017: Ladder to heaven, Kunsthalle Pfaffenhofen
- 2017: Seit Cranach bis Charlie Hebdo, Kunstverein Coburg
- 2017: Mehr Druck, Museum Angerlehner, Thalheim, Österreich
- 2017: 4. Grafikbörse, Passage, Wanderausstellung Schloss Burgk, Landtag Dresden, Bad Elster, Museum Eisenhüttenstadt, Kressbronn am Bodensee
- 2018: Paradox, Museum für Druckkunst, Leipzig
- 2018: Nach dem Bild ist vor dem Bild, Freunde Aktueller Kunst, Zwickau
- 2018: 12. Grafikbiennale 100 Sächsische Grafiken, Neue Sächsische Galerie, Chemnitz
- 2018: Akt 1: Hatz, Formation 7, Museum der bildenden Künste, Leipzig
- 2019: Voilà, Baumwollspinnerei, Leipzig
- 2019: Meisterstück!, ZAK Zentrum für Aktuelle Kunst, Alte Zitadelle Spandau, Berlin
- 2019: 35. Grafikbörse, Paradox, Museum für Druckkunst Leipzig, Schloss Burgk, Kunstwandelhalle Bad Elster, Neue Sächsische Galerie Bad Elster
- 2020: 35. Grafikbörse, Paradox, Orangerie Dessau, Museum in der Lände Kressbronn
- 2021: Let's Print in Leipzig 4, Museum für Druckkunst, Leipzig
- 2022: Die Heiligkeit der Handlung, u. a. mit Stephanie Dost, Irene Wellm und Gustav Franz, a&o Kunsthalle, Leipzig
- 2023: Blau Machen – Künstlervereinigung Dachau, Schloss Dachau
- 2024: Alles Liebe!, u. a. mit Franziska Guettler, Kathrin Landa und Corinne von Lebusa, Kunstverein Aalen[22]
- 2024: 100 Sächsische Grafiken 2024, Neue Sächsische Galerie Chemnitz
- 2025: Resonanzen, mit Kathrin Thiele und David O'Kane, Kulturstiftung Marienmünster

## Öffentliche Sammlungen
- Städtische Galerie Villingen-Schwenningen
- Kunsthalle der Sparkasse Leipzig
- Kunstsammlung der VNG – Verbundnetz Gas AG Leipzig

- Privatsammlungen in Abu Dhabi, Bukarest, Frankfurt a. M., Leipzig, New York City, Paris